# Spathius libanius
Spathius libanius är en stekelart som beskrevs av Nixon 1943. Spathius libanius ingår i släktet Spathius och familjen bracksteklar. Inga underarter finns listade i Catalogue of Life.